# Daonara
Daonara est une ville du Botswana.